# توماس نیوکامن
توماس نیوکامن (زاده ۱۶۶۳ دارتموت – درگذشته ۱۷۲۹ در لندن) یک مهندس بریتانیایی است که عمده شهرت او به دلیل اختراع نخستین موتور بخار اتمسفری برای پمپ کردن آب است. این اختراع تأثیر بسیار زیادی بر طرح‌های بعد (مانند موتور جیمز وات) داشت.

## اختراع موتور بخار

کارکرد پمپ بخار نیوکامنآب(آبی)، بخار(صورتی) و سوپاپ فعال(قرمز)

توماس نیوکامن در شهر دارتموت، دِوُن در انگلستان متولد شد. او در جوانی به عنوان آهن‌فروش در دارتموت کار می‌کرد اما از آنجا که جاری شدن سیل یک مشکل بزرگ و مهم در آن منطقه بود، وی به‌طور گستردهای بر روی ساخت یک پمپ بخار کار کرد. در طراحی نیوکامن، شدت فشار توسط فشار بخار محدود نمی‌شد و او برای به وجود آوردن خلاء در سیلندر، جت کندانس داخلی و یک مکانیسم اتوماتیک را نیز برای به حرکت درآوردن سوپاپ‌های سیلندر اختراع کرد.

اولین موتور قابل استفادهی نیوکامن در سال ۱۷۱۲ در نزدیکی قلعهی دادلی، در استافوردشر ساخته شد که برای تخلیه آب معادن و بالا بردن آب برای چرخاندن چرخهای آبی بسیار مؤثر و ابزاری مقرون به صرفه بود.